# Мануйлов, Александр Аполлонович
Алекса́ндр Аполло́нович Ману́йлов (Мануилов; 22 марта (3 апреля) 1861, Одесса — 20 июля 1929, Москва) — российский экономист и политический деятель, ректор Императорского Московского университета (1905—1911), министр народного просвещения Временного правительства (1917).

## Семья и образование

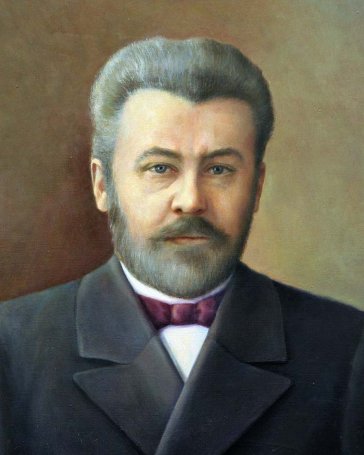
Портрет А. А. Мануйлова в галерее ректоров Московского университета на Моховой

Родился в семье дворянина Киевской губернии. Окончил Ришельевскую гимназию (1879, с серебряной медалью), юридический факультет Новороссийского университета (1883) — ученик профессора А. С. Посникова. В 1883 году привлекался к дознанию по делу революционного кружка Веры Засулич, после чего состоял 2 года под гласным, а затем, до 1904 года, под негласным надзором полиции.
В 1885 году на собственные средства отправился за границу; в течение двух лет слушал лекции у Вагнера и Шмоллера в Берлинском университете и у профессора Книса — в Гейдельбергском университете. В начале 1887 года выдержал при Московском университете магистерские экзамены. Затем дважды (в 1891 и 1894 годах) побывал в Ирландии и Великобритании, где тщательным образом изучал архивные материалы по аграрному вопросу в различных частях Британской империи. Результатом работы стала опубликованная в 1895 году магистерская диссертация «Аренда земли в Ирландии», после защиты которой Мануйлов был принят в число приват-доцентов Московского университета по кафедре политэкономии и статистики. Этой кафедрой он стал заведовать с 1901 года, защитив диссертацию «Понятие ценности у экономистов классической школы…» и получив степень доктора политической экономии и звание экстраординарного профессора; с марта 1903 года — ординарный профессор.

## Учёный-экономист
С 1888 года занимался педагогической деятельностью, был приват-доцентом Московского университета. Изучал проблемы аграрной политики в Англии и Ирландии по материалам британских архивов (дважды посещал Великобританию). Первоначально по своим взглядам был близок к либеральным народникам. В своей научной деятельности использовал марксистскую трудовую теорию стоимости, в 1896 перевёл на русский язык книгу К. Маркса «К критике политической экономии».

Считал, что господство в аграрных отношениях частной собственности не обеспечивает правильного поземельного устройства, отдавал предпочтение системе, при которой право собственности на землю принадлежит государству, а отдельные лица могут быть лишь арендаторами. Известный российский экономист, профессор А. И. Чупров высоко оценивал его труд «Аренда земли в Ирландии»: 

Если принять во внимание высокий интерес предмета рассматриваемого труда, богатство содержания его, новизну и высокую ценность выводов, особенно по вопросу о долгосрочных арендах, рассмотренному в четырех первых главах, и по истории законодательной регламентации аренд, изложенной в трех последних главах; если взвесить огромное количество собранного автором материала и образцовую его разработку; если, наконец, принять в расчет солидное, строго научное и в то же время простое и увлекательное изложение, то нельзя не признать книгу господина Мануилова одним из самых крупных вкладов в нашу экономическую литературу за последние годы.

В своей докторской диссертации изучал взгляды представителей классической (основанной на трудовом начале) и «австрийской» (уделявшей значительное внимание психологическому фактору) экономических школ. По словам академика Н. М. Дружинина, учившегося в этот период в университете, Мануйлов «отличался солидными знаниями и блистал ораторскими способностями».

## Ректор Московского университета

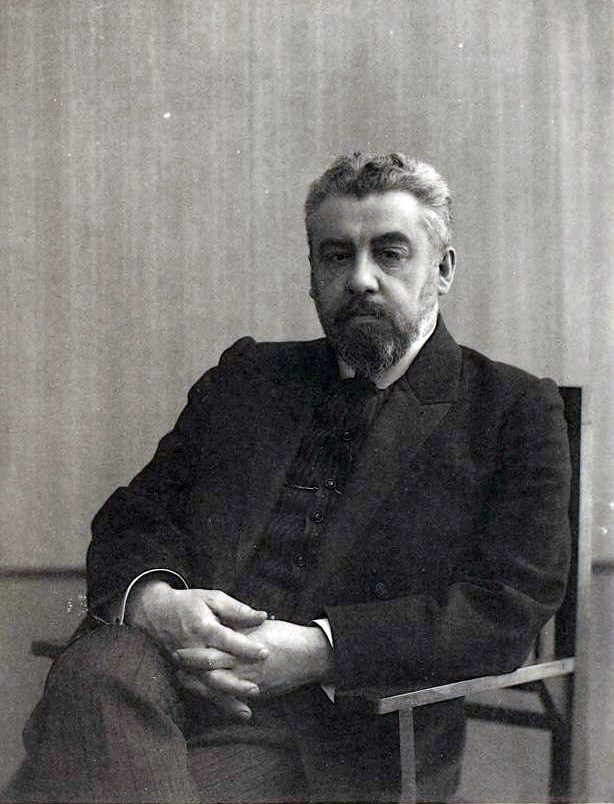
А. А. Мануйлов, 1911

С августа 1905 года он — проректор, а с осени 1905 по 1911 год — ректор Московского университета. Одновременно с 1909 года он преподавал в Московском коммерческом институте, где в должности ординарного профессора преподавал политическую экономию.
Второй избранный ректор московского университета, как и его предшественник С. Н. Трубецкой был избран голосами либеральной профессуры. Сторонник сохранения университетской автономии. Возглавлял университет в период революционных событий и последовавшей вслед за ними реакции. Неоднократно был вынужден закрывать университет в связи со студенческими забастовками, в сентябре 1907 года для восстановления нормального хода обучения Совет университета был вынужден запретить в университете политические сходки. Однако в январе 1911 года в университете всё же прошли массовые студенческие сходки, носившие антиправительственный характер и приведшие к вводу полиции в учебные здания, противоречившей студенческой автономии. В знак протеста против таких действий властей ректор университета Мануйлов, его помощник М. А. Мензбир и проректор П. А. Минаков подали в отставку. Однако министр народного просвещения Л. А. Кассо не только принял отставку, но и уволил их из университета, что привело к демонстративному уходу ещё около 130 профессоров и преподавателей (см. Дело Кассо).

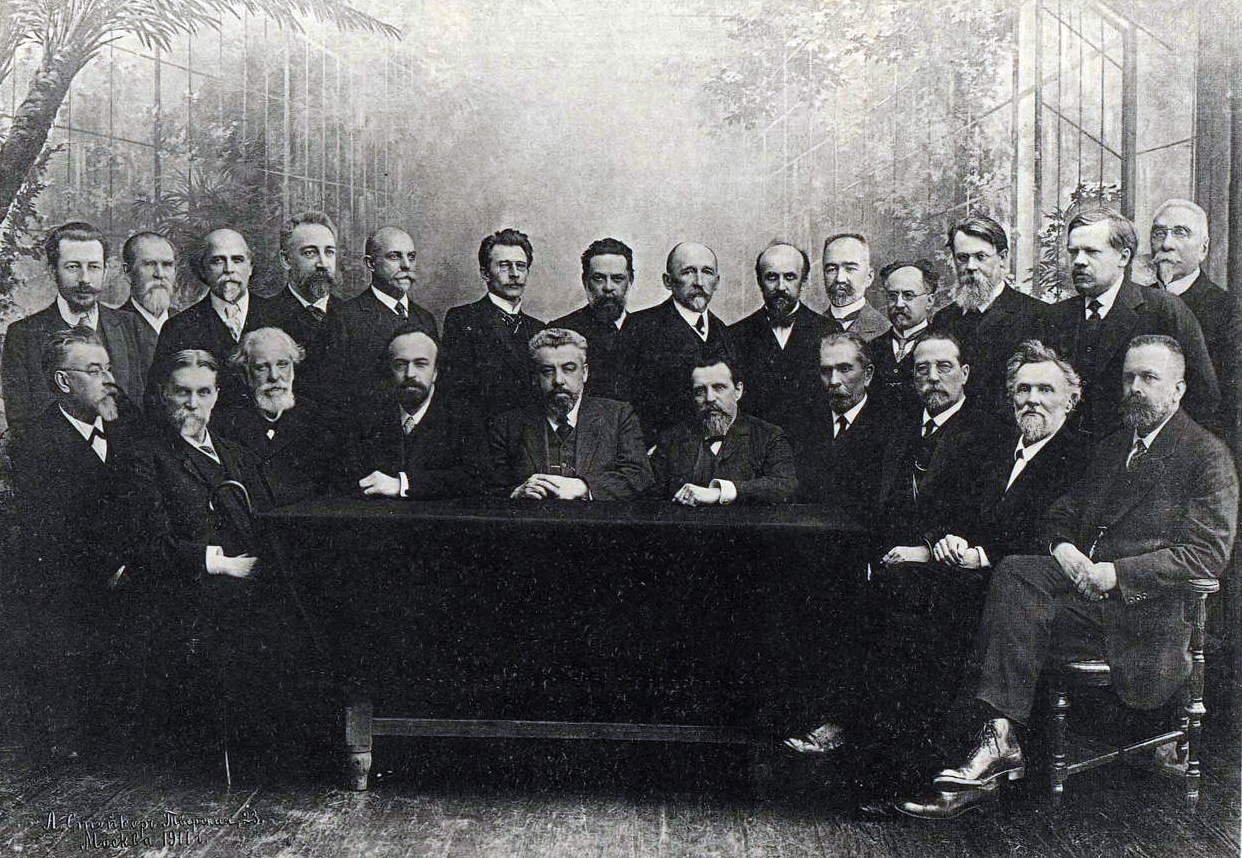
Профессора Московского университета, подавшие в отставку в знак протеста против произвола властей.
Сидят: В. П. Сербский, К. А. Тимирязев, Н. А. Умов, П. А. Минаков, А. А. Мануйлов, М. А. Мензбир, А. Б. Фохт, В. Д. Шервинский, В. К. Цераский, Е. Н. Трубецкой;
стоят: И. П. Алексинский, В. К. Рот, Н. Д. Зелинский, П. Н. Лебедев, А. А. Эйхенвальд, Г. Ф. Шершеневич, В. М. Хвостов, А. С. Алексеев, Ф. А. Рейн, Д. М. Петрушевский, Б. К. Млодзеевский, В. И. Вернадский, С. А. Чаплыгин, Н. В. Давыдов

После увольнения из университета в 1911 году начал преподавать политэкономию в Народном университете им. А. Л. Шанявского (экстраординарный профессор); эпизодически читал лекции на Высших женских курсах; был председателем Учёного совета Московского научного института.
Входил в Совет Общества имени А. И. Чупрова для разработки общественных наук.

## Политический деятель
С 1905 года — член Конституционно-демократической партии, в 1907—1914 годах входил в состав её центрального комитета. Разработал проект аграрной реформы, ставший основой аграрной программы партии.
Состоял гласным Московской городской думы (1905—1908; 1917—1921).
В 1907—1911 годах — член Государственного совета по выборам от Академии наук и университетов. Критиковал принудительный характер разрушения крестьянской общины в ходе столыпинской аграрной реформы, полагая, что «населению самому надлежит предоставить решение вопроса, жить ли ему при общинных порядках, или переходить к личной собственности».
С 1913 года редактировал близкую к кадетам либеральную газету «Русские ведомости», в которой печатались профессора и преподаватели Московского университета.
В период Первой мировой войны, в 1914—1917 годах, был председателем Экономического совета Всероссийского союза городов. В 1915 году рассматривался либеральными политиками как возможный кандидат на пост министра народного просвещения в «правительстве общественного доверия». После Февральской революции 25 июня 1917 года по новому избирательному закону избран в Московскую городскую думу по списку конституционно-демократической партии.

## Министр народного просвещения
В марте — июле 1917 был министром народного просвещения. Его политика на этом посту носила либеральный характер. В этот период были восстановлены в должностях профессора и преподаватели, избранные на свои должности и уволенные по распоряжению министерства народного просвещения без согласия советов университетов. В то же время новый министр рекомендовал уволить с этих должностей всех лиц, назначенных после 1905 года без представления факультетов и советов (в основном речь шла о преподавателях с консервативными политическими взглядами, которые заменяли увольняемых по политическим мотивам). Отменил исключение из гимназий и реальных училищ без права поступления в другие учебные заведения (с так называемым «волчьим билетом»). Предпринимал меры к возобновлению нормального учебного процесса, был сторонником государственного страхования учащихся и введения реформы русского правописания. Выпустил циркуляр, содержащий основные правила нового, упрощённого правописания (эти правила стали обязательными уже после прихода к власти большевиков).

По словам управляющего делами Временного правительства Владимира Набокова, 

Мануйлов как-то скорее других проникся безнадёжностью в отношении деятельности Временного правительства вообще и чаще других говорил о необходимости ухода Временного правительства ввиду невозможных условий работы, создаваемых контролем и пост. помехой со стороны Совета рабочих депутатов. — По существу, он не был боевой натурой, борцом. Он и раньше главным методом борьбы избирал отставку. — Среди других министров Мануйлов имел исключительно «дурную прессу». На него нападали и справа и слева: справа — за бездеятельность и апатию перед растущей революционной волной… Слева его обвиняли в бюрократизме, в сохранении канцелярской рутины, в призыве деятелей старого режима… Мануйлов не умел отбиваться и огрызаться. Он приходил в уныние и отчаяние. В сущности говоря, он, может быть, был вполне прав, признавая положение безнадёжным. Но и в этом случае ему следовало действовать иначе: решительнее — я бы сказал — демонстративнее.

Сторонник соглашения правительства с социалистическими партиями, вошёл в первый состав коалиционного Временного правительства.
С июля 1917 года вновь был избран ординарным профессором Московского университета по кафедре политической экономии и статистики и вернулся к редактированию «Русских ведомостей».

## Деятельность при советской власти
После прихода к власти большевиков уехал в Тифлис, но в январе 1918 года вернулся в Москву; написав письмо В. И. Ленину, отошёл от политической деятельности. Участвовал в реформе правописания; в 1919—1920 годах был консультантом народного комиссара финансов по вопросам денежной реформы; являясь с 1924 года членом совета Государственного банка, участвовал в её проведении. Был профессором политической экономии в Московском университете и Институте народного хозяйства им. Г. В. Плеханова, выступал в качестве сторонника марксизма. Участвовал в работе над рядом томов энциклопедического словаря «Гранат».

## Семья
Жена: Нина Александровна, урождённая Кондратович (1869—1953).
У них было девять детей, один из которых, Аполлон Александрович (1894—1973), стал известным скульптором, соавтором памятника А. С. Грибоедову в Москве на Чистопрудном бульваре; был женат на скульпторе Ольге Мануйлове. Другой сын — Александр Александрович (1888—1956), был женат первым браком на Наталии Сергеевне Верёвкиной. Брак закончился разводом, и Наталия Сергеевна стала женой Александра Ивановича Верховского, бывшего военным министром в последнем составе Временного правительства. Дочь — Наталья Александровна (1889—1967) стала известным офтальмологом.
В семье Мануйловых жила двоюродная сестра Нины Александровны Наталья Николаевна Волохова — будущая актриса театра В. Ф. Комиссаржевской в Санкт-Петербурге.
Александр Аполлонович и его жена Нина Александровна похоронены на Ваганьковском кладбище в Москве (20-й участок).
Дочь одного из сыновей Александра Аполлоновича — Льва Александровича — Нина — вышла замуж за Владимира Александровича Туманова, который впоследствии стал известным юристом, доктором юридических наук, профессором, председателем Конституционного суда РФ, судьей Европейского суда по правам человека (Страсбург).

## Труды
- Новейшие исследования по истории крестьянства в некоторых местностях Германии // «Русская мысль». — 1889. — Кн. 6.
- Милитаризм и капитализм // Юридический Вестник. — 1890. — Кн. 1.
- Аренда земли в Ирландии. — М., 1895.
- Понятие о ценности по учению экономистов классической школы — М., 1901.
- Понятие ценности по учению экономистов классической школы: Смит, Рикардо и их ближайшие последователи. — М.: URSS: ЛИБРОКОМ, 2012. — VIII, 220 с.
- Аренда земли в России в экономическом отношении — СПб., 1903.
- Очерки по крестьянскому вопросу. — М.: Изд. Д. С. Горшкова, 1904.
- Поземельный вопрос в России — М., 1905.
- Пособие к лекциям по политической экономии проф. А. А. Мануйлова : Издание для слушателей автора. : Вып. 1. [Народное хозяйство]. — М., 1907. — [2], II, 224 с. : табл.
- Вопросы экономической теории в новой книге П. Б. Струве. // «Вестник Европы». — 1913. — Кн. 10.
- Политическая экономия. Курс лекций. Вып. 1. — М., 1914.
- Учение о деньгах — Москва, 1918. — 160 с.